# سام روكويل
سام روكويل (بالإنجليزية: Sam Rockwell)‏ (ولد في 5 نوفمبر عام 1968) هو ممثل أمريكي. اشتهر بأدواره القيادية في فيلم لاون دوغس (كلاب الحديقة) لعام 1997، وفيلم اعترافات عقلية خطيرة لعام 2002، وفيلم رجال عود الثقاب لعام 2003، ودليل المسافر إلى المجرة لعام 2005، وقمر لعام 2009، والمختلين السبعة لعام 2012، والسيد رايت لعام 2015، وريتشارد جيويل لعام 2019. ولعب أدوارًا داعمة في فيلم حلم ليلة منتصف الصيف لعام 1999، والميل الأخضر لعام 1999، وبحث المجرة لعام 1999، وملائكة تشارلي لعام 2000 وفروست ونيكسون لعام 2008، وآيرون مان لعام 2010، وإدانة لعام 2010، ورعاة البقر والكائنات الفضائية لعام 2011، وفي الخلف تمامًا لعام 2013، وثلاث لوحات خارج إيبينغ، ميزوري لعام 2017، والنائب العام 2018، والأرنب جوجو لعام 2019.
في عام 2017، فاز أداء روكويل بصفته ضابط شرطة عنصري مضطرب في فيلم الجريمة ثلاث لوحات خارج إيبينغ، ميسوري بجائزة الأوسكار لأفضل ممثل مساعد. ورُشّح في نفس الفئة في العام التالي لتمثيله دور جورج دبليو بوش في 2018 في فيلم النائب. في عام 2019، لعب دور بوب فوس في مسلسل فوس/فيردون من نوع السيرة الذاتية الذي عُرض على إف إكس، وحصل على ترشيح لجائزة بريمتايم إيمي لأفضل ممثل رئيسي في مسلسل، وفاز بجائزة نقابة ممثلي الشاشة للأداء المتميز لممثل ذكر في مسلسل قصير، أو فيلم تلفزيوني.
على خشبة المسرح، ظهر روكويل في مسرحيات من بينها زو ستوري لعام 2001، وبيهايند ذا سبوكان لعام 2010، وفول فور لف لعام 2015. وأدى صوت لشخصيات في جي-فورس لعام 2009، وإف فور فاميلي لعام 2015 (منذ عام 2015 حتى الوقت الحاضر)، وترولز حول العالم، وذا ون آند أونلي إيفان (كلاهما في عام 2020).

## النشأة والتعليم
ولد روكويل في 5 نوفمبر 1968 في دالي سيتي، كاليفورنيا. وهو الطفل الوحيد للممثلَين بيت روكويل وبيني هيس. بعد طلاقهما عندما كان في الخامسة من عمره، ربّاه والده في سان فرانسيسكو، وأمضى الصيف مع والدته في نيويورك. في سن العاشرة، قدم عرضًا قصيرًا على المسرح وهو يلعب دور همفري بوجارت في عرض كوميدي ارتجالي في إيست فيلادج مع والدته.
بدأ دراسته الثانوية في مدرسة سان فرانسيسكو للفنون مع مارغريت تشو وعائشة تايلر، لكنه حصل على دبلوم المدرسة الثانوية من مدرسة يوربان بيونيرز، وهي مدرسة بديلة على غرار مدرسة أوتوورد باوند. أوضح روكويل، «أردت فقط أن أشرب الكحول، وأغازل الفتيات، وأذهب إلى الحفلات». واشتهرت المدرسة بأنها المكان الذي يذهب إليه متعاطي القنب الذين يبحثون عن مدرسة من السهل التخرج منها. انتهى الأمر بالمدرسة بمساعدته على استعادة الاهتمام بالأداء. بعد الظهور في فيلم مستقل خلال سنته الأخيرة، انتقل إلى نيويورك لمتابعة مهنة التمثيل. التحق لاحقًا ببرنامج تدريب الممثلين المحترفين في استوديو ويليام إسبر في نيويورك.

## وصلات خارجية
- سام روكويل على موقع IMDb (الإنجليزية)
- سام روكويل على موقع ميتاكريتيك (الإنجليزية)
- سام روكويل على موقع الموسوعة البريطانية (الإنجليزية)
- سام روكويل على موقع روتن توميتوز (الإنجليزية)
- سام روكويل على موقع ألو سيني (الفرنسية)
- سام روكويل على موقع ميوزك برينز (الإنجليزية)
- سام روكويل على موقع تيرنر كلاسيك موفيز (الإنجليزية)
- سام روكويل على موقع أول موفي (الإنجليزية)
- سام روكويل على موقع بوكس أوفيس موجو (الإنجليزية)
- سام روكويل على موقع قاعدة بيانات برودواي على الإنترنت (الإنجليزية)